# Спонер, Герта
Герта Спонер (1 сентября 1895 — 27 февраля 1968) — немецкий физик и химик, внесла вклад в современную квантовую механику и молекулярную физику, первая женщина на физическом факультете Университета Дьюка.

## Жизнь и карьера
Спонер родилась в Нейсе (Ниса), Прусская Силезия, и получила высшее образование в Нейсе. Провела год в Тюбингенском университете, после чего поступила в Геттингенский университет, где получила докторскую степень в 1920 году под руководством Петра Дебая. Во время учёбы в Тюбингенском университете была ассистентом Джеймса Франка. В 1921 году она стала одной из первых женщин, получившей степень доктора философии по физике в Германии наряду с правом преподавать науку в немецком университете. В октябре 1925 года получила стипендию Фонда Рокфеллера, чтобы остаться в Калифорнийском университете в Беркли, где она проработала в течение года. Во время своего пребывания в Беркли сотрудничала с RT Birge, разрабатывая так называемый метод Бирге-Спонера для определения энергий диссоциации.
К 1932 году Спонер опубликовал около 20 научных работ в таких журналах, как Nature and Physical Review, и стал доцентом физики. В 1933 году Джеймс Франк подал в отставку и покинул Геттинген, а год спустя, когда Гитлер пришел к власти, она была отстранена от должности. В 1934 году Спонер переехала в Осло, чтобы преподавать в Университете Осло в качестве приглашённого профессора, а в 1936 году получила должность профессора в Университете Дьюка,. В этой должности она проработала до 1966 года, когда получила должность почётного профессора, которую она занимала до своей смерти в 1968 году.
Во время своей академической карьеры Спонер проводила исследования в области квантовой механики, физики и химии. Она опубликовала многочисленные исследования, многие из которых были в соавторстве с известными физиками, включая Эдварда Теллера. Она внесла большой вклад в науку, включая применение квантовой механики в молекулярной физике и работу над спектрами поглощения ближнего ультрафиолета. Создала спектроскопическую лабораторию на физическом факультете Университета Дьюка.
Спонер вышла замуж за Джеймса Франка в 1946 году. Умерла в Илтене, Нижняя Саксония.

## Избранные публикации
- «Неупругие удары электронов с атомами ртути», Zeits. е. Physik , 7.3: 185 (1921).
- «Спектр спектров свинца и олова», Zeits. е. Physik , 32.1: 19 (1925).
- Спектры предиссоциации трехатомных молекул, Зейц. е. Физик с.   18: 88 (1932) с Дж. Франком и Э. Теллером.
- «Анализ ближнего ультрафиолетового электронного перехода бензола», J.Chem. , Phys. 7: 207 (1939) с Л. Нордхеймом, А. Л. Скларом и Э. Теллером.

## Рекомендации
1. 1 2  Hertha Sponer // FemBio-Datenbank (нем.)
2. ↑  Hertha Dorothea Elisabeth Sponer // Brockhaus Enzyklopädie (нем.)
3. ↑  https://womenyoushouldknow.net/spectral-lines-from-a-dying-nation-the-molecular-spectrometry-of-hertha-sponer/
4. 1 2  Deutsche Nationalbibliothek Record #12036266X // Gemeinsame Normdatei (нем.) — 2012—2016.
5. 1 2 3 4 5  https://www.deutsche-biographie.de/sfz123855.html
6. ↑  Hertha Sponer (1895- 1968). Duke University. Дата обращения: 9 ноября 2012. Архивировано из оригинала 8 марта 2013 года.
7. ↑  Бирге и Спонер, «Тепло диссоциации неполярных молекул», Phys.
8. ↑  Anders, Udo. Hertha Sponer. Early ideas in the history of quantum chemistry. quantum-chemistry-history.com (22 декабря 2002). Дата обращения: 9 ноября 2012. Архивировано 27 января 2013 года.
9. ↑  Marilyn Bailey Ogilvie & Joy Dorothy Harvey. The Biographical Dictionary of Women in Science: L-Z (англ.). — Taylor & Francis, 2000. — P. 1219—1220. — ISBN 041592040X. Архивировано 28 июля 2020 года.

- Maushart, Marie-Ann. Hertha Sponer: a woman's life as a physicist in the 20th century "so you won't forget me" (англ.). — Durham, North Carolina: Department of Physics, Duke University. — ISBN 9781465338051.

## Внешняя ссылка
- Hertha Sponer (1895 - 1968). Famous German women. The Metropolitan State College of Denver. Архивировано 23 июля 2011 года.
- Mock, Geoffrey (1 ноября 2007). The Hertha Sponer Story: New presidential lecture honors first Duke woman physicist. Duke Today. Дата обращения: 9 ноября 2012.
- Duke Physics to Publish Hertha Sponer Biography Online. Duke Physics News. 20 апреля 2011. Архивировано 8 марта 2013. Дата обращения: 9 ноября 2012.